# Porsskärsskatan
Porsskärsskatan är en ö i Finland. Den ligger i Finska viken och i kommunen Hangö i den ekonomiska regionen  Raseborg i landskapet Nyland, i den sydvästra delen av landet. Ön ligger omkring 110 kilometer väster om Helsingfors.
Öns area är 1,1 hektar och dess största längd är 240 meter i nord-sydlig riktning.